# Wolferstedt
Wolferstedt ist ein Ortsteil der Stadt Allstedt im Landkreis Mansfeld-Südharz in Sachsen-Anhalt.

## Geografie
Wolferstedt liegt zwischen Sangerhausen und Querfurt im Landschaftsschutzgebiet Saale-Unstrut-Triasland rund 4 km nordöstlich von Allstedt. Südlich von Wolferstedt fließt der von Norden kommende Westerbach in die Rohne. 

## Geschichte
In einem zwischen 881 und 899 entstandenen Verzeichnis des Zehnten des Klosters Hersfeld wird Wolferstedt als zehntpflichtiger Ort Uuolfheresstedi im Friesenfeld erstmals urkundlich erwähnt. Der Ort gehörte zum Amt Allstedt.
Am 1. Januar 2010 wurde die bis dahin selbstständige Gemeinde Wolferstedt zusammen mit den Gemeinden Beyernaumburg, Emseloh, Holdenstedt, Katharinenrieth, Liedersdorf, Mittelhausen, Niederröblingen (Helme), Nienstedt, Pölsfeld und Sotterhausen in die Stadt Allstedt eingemeindet.

## Kultur und Sehenswürdigkeiten
- Veitskirche, mit einem romanischen Portal an der Südwand, erbaut 1180.

## Wirtschaft und Infrastruktur

### Verkehr
Östlich der Ortschaft verläuft die Bundesstraße 180 von Querfurt nach Eisleben. Die Bundesautobahn 38, die von Halle (Saale) nach Göttingen führt, liegt nördlich von Wolferstedt. Die im Frühjahr 2011 eröffnete Autobahn-Tank- und Rastanlage „Rohnetal“ liegt auf dem Gemeindegebiet von Wolferstedt.

## Persönlichkeiten
- Karl Muthesius (1859–1929), Pädagoge und Schriftsteller